# Rare Folk (album)
Rare folk è l'album d'esordio della band Rare Folk, pubblicato nel 1993, dall'etichetta Q Records.

## Tracce
1. Ballerinah
2. Nunaina
3. Joe's Smile
4. Green Mary
5. La Bite de Mufs
6. Borida
7. Jaipur
8. Golden Shower
9. Rare Folk
10. Collage Noise